# 中村修二
中村修二（日语：／ Nakamura Shūji ?，1954年5月22日—），生於日本愛媛縣的美籍日裔电子工程學家，商業用高亮度藍色發光二極體與青紫色激光二極管的發明者，世稱「藍光之父」。現任美國加州大學聖塔芭芭拉分校教授、愛媛大學客座教授。文化勳章獲得者。文化功勞者。
2014年，中村凭借「發明高亮度藍色發光二極體，帶來節能明亮的白色光源」与赤崎勇、天野浩共同获得诺贝尔物理学奖，晉身繼南部陽一郎之後的第2位美國籍日裔諾貝爾獎得主。
中村是日本唯一同時擁有諾貝爾獎、富蘭克林獎章、查爾斯·斯塔克·德雷珀獎、全球能源獎、全美發明家殿堂這5大榮譽的科學家。

## 主要成就
1993年，中村修二對名古屋大學的赤崎勇、天野浩師徒有關p型GaN（氮化鎵）的早期貢獻，提出正確的理論解釋，並獨立發明以InGaN（基於氮化銦鎵）晶體製作藍色發光元件的雙流式MOCVD方法（Two flow MOCVD），使得高亮度藍色發光二極體正式實用化，開啟愛迪生發明白熾燈之後的又一次人類照明革命。

## 生平

### 出身、求學
1954年5月22日，中村修二誕生於愛媛縣西宇和郡四濱村。1965年遷居兵庫縣尼崎市，後來就讀愛媛縣立大洲高等學校普通科，亦參加排球社。1973年畢業後，原欲投考物理科系，但出於「就業不易」的考量，最終選擇沒有物理系的德島大學。1977年從工學部電氣工程科畢業，1979年獲得同校工學碩士學位。完成學業後，中村原定進入京瓷公司。但為照顧大學時代出生的小孩，改入鄰近的日亞化學工業（日亞化）公司，在開發課工作。

### 日亞化時期
中村就職後，竭力主張開發藍色激光二極管的前景，日亞化因此撥給中村3億日圓的研發經費。1987年至1988年9月，中村赴美國佛罗里达大学留學一年，回到日亞化投入2億日圓著手改造有機金屬化學气相沉積法裝置。儘管受到公司新社長的反對，但中村仍堅持進行研究活動。
1993年，中村發明雙流式MOCVD方法，日亞化得以量產實用級高亮度藍色發光二極體，並取得LED照明市場的全球獨霸地位，其後數年獲利達數千億日圓。翌年以論文「InGaN高亮度藍色LED的相關研究」取得德島大學論文博士學位（工學）。1995年，他成功實現InGaN/GaN藍色激光二極管的室溫下脈衝振盪。
1999年，中村離職，翌年應杨祖佑之邀擔任加州大學聖塔芭芭拉分校材料工學院教授。

### 中村判決
中村修二發明的雙流式MOCVD方法即通稱的404專利。中村赴美後，圍繞著專利與專利轉讓問題，中村與日亞化展開了一系列訴訟。2004年1月30日，中村正式控告日亞化，要求補償發明的對價。一審法庭基於「中村的發明貢獻不小於一半」的判斷，判決日亞化需支付200億日圓。但東京高等法院最終在2005年1月11日做出「建議和解」的裁決，日亞化支付中村8億4000萬日圓，自此買斷中村在該公司的所有發明。當日，中村修二及其律師在記者會抨擊「日本司法制度很爛」。
2014年11月3日，中村因獲頒文化勳章返國召開記者會，自道「希望與日亞化修復關係」，但未如願。

### 學界活動
赴美成為加州大學教授之後，中村修二亦陸續兼任信州大學（2002年）、愛媛大學（2006年）客座教授，以及復旦大學（2009年）顧問教授。
2005年，中村發明可以簡單地將水光電解取出氫氣的方法。2007年1月，他宣佈發明世界第一個非極性藍紫色激光二極管。
中村修二名列2002年湯森路透引文桂冠獎，並在2014年與赤崎勇、天野浩同獲諾貝爾物理學獎。天野教授其時謙稱：「中村先生是實驗之神，迅速推進藍光LED的實用化。讓氮化鎵材料受到重視的最大功臣，除了中村沒有第二個人。」根據諾貝爾獎委員會，有關3人貢獻的主要區別是：
- 赤崎：以低溫沉積氮化鋁（AIN）緩衝製成高品質GaN
- 天野：實現pn結GaN
- 中村：對實用級高效能藍色LED的一系列成就、貢獻（基於InGaN，但官方文件未載）

## 榮譽
- 1994年：應用物理學會論文獎
- 1996年：IEEE/LEOS 工程成就獎
- 1996年：仁科芳雄獎
- 1997年：大河内紀念獎（日语：大河内記念会）
- 1997年：MRS Medal Award
- 1998年：IEEE Jack A. Morton Award
- 1998年：C&C獎（日语：C&C賞）
- 1998年：
- 2000年：本田獎
- 2000年：Carl Zeis Research Award
- 2001年：朝日獎
- 2002年：武田獎（日语：武田賞）（與赤崎勇、天野浩）
- 2002年：富蘭克林獎章
- 2006年9月8日：千禧年科技獎
- 2008年：阿斯图里亚斯亲王奖學術・技術研究部門
- 2008年：香港科技大學名譽博士
- 2009年：哈維獎
- 2011年9月：第63回艾美奖技術開發部門
- 2014年：諾貝爾物理學獎[12]（與赤崎勇、天野浩）
- 2014年：文化勳章·文化功勞者[13]（與天野浩）
- 2015年：查爾斯·斯塔克·德雷珀獎
- 2015年：大洲市榮譽市民[14]
- 2015年：全球能源獎（英语：Global Energy Prize）（繼吉野彰之後，日本第二人）[15] 為了他發明，商業化和發展節能的白色LED照明技術[16]
- 2015年：全美發明家殿堂（英语：National Inventors Hall of Fame）（繼遠藤章之後，日本第二人）
- 2020年：NAS Award for the Industrial Application of Science
- 2021年：Queen Elizabeth Prize for Engineering

## 發言
在2014年《日本經濟新聞》的專訪中，中村解釋自己為何入籍美國：
|  | 要從事這方面研究，沒有美國國籍就無法獲得軍方的預算，同時無法從事與軍方相關的研究。因此我取得了公民權。 |

對此，京都大學教授山中伸彌在《日經商務週刊》表示：
|  | 我認為中村先生帶著很大的勇氣來主張自己應有的權利。現在他正站在美國的講臺上執教。作為一名日本人，對此我感到很失落。如果日本的年輕人能夠跟隨開發出了偉大技術的研究人員學習，讓其後繼有人，那該多好啊！ |

2015年5月3日，中村修二在一場與JAXA負責人川口淳一郎的對談中表示，江崎玲于奈（1973年諾貝爾物理學獎得主）是他「尤其尊敬的人物」。江崎發明了對LED至為重要的超晶格。